# Black Point Bay
Black Point Bay – zatoka (ang. bay) w kanadyjskiej prowincji Nowa Szkocja, w hrabstwie Shelburne, na wschód od zatoki Lockeport Harbour; nazwa urzędowo zatwierdzona 27 sierpnia 1975.